# گمینا چرمخا
گمینا چرمخا (به لهستانی:  Gmina Czeremcha) یک گمینا در لهستان است که در شهرستان خاینووکا واقع شده‌است. گمینا چرمخا ۹۶٫۷۳ کیلومتر مربع مساحت و ۳٬۶۴۴ نفر جمعیت دارد.